# Schmölln (Randowtal)
Schmölln è una frazione del comune tedesco di Randowtal, nel Brandeburgo.

## Storia
Il 31 dicembre 2001 il comune di Schmölln venne fuso con i comuni di Eickstedt e Ziemkendorf, formando il nuovo comune di Randowtal.